# Peter Oertling
Peter Oertling (* 3. Juli 1937 in Hamburg) ist ein deutscher Politiker (SPD) und ehemaliger Stadtpräsident der Hansestadt Lübeck.

## Leben
Oertling besuchte die Kalandschule und die Realschule Alte Stadtschule in Lübeck, absolvierte eine Maurerausbildung, war ab 1967 Angestellter einer Baufirma und machte sich 1971 als Maurermeister selbständig. Seit Februar 1967 ist er Mitglied der SPD. Politisch geprägt wurde Oertling durch seine Großväter, die Ostpolitik des Lübeckers Willy Brandt und den früheren Lübecker Stadtpräsidenten Helmut Niendorf, der zeitweilig sein Ausbilder war. Ab 1976 engagierte Oertling sich kommunalpolitisch, zunächst als bürgerliches Mitglied des Jugendwohlfahrtsausschusses der Lübecker Bürgerschaft. Ihr gehörte Oertling von 1982 bis 2003 als Mitglied an, war Vorsitzender des Bauausschusses, sportpolitischer Sprecher der SPD-Fraktion und von 1986 bis 1990 ehrenamtlicher Senator für öffentliches Grün und Forsten sowie erster Stellvertretender Bürgermeister. Oertling amtierte von 1990 bis 2003 als Stadtpräsident der Hansestadt. In seine Amtszeit fiel die Entwicklung der Beziehungen zu Lübecks Partnerstadt Klaipėda (Litauen), die ihn 2002 für seine Verdienste zu ihrem Ehrenbürger ernannte, sowie zur Hansestadt Wismar.

## Ehrungen
- 1997: Bundesverdienstkreuz am Bande
- 2002: Ehrenbürgerschaft von Klaipėda, Lübecks Partnerstadt seit 1990[1]